# 紐曼 (伊利諾伊州)
紐曼（英語：Newman）是一個位於美國伊利諾伊州道格拉斯縣的城市。

## 地理
紐曼的座標為39°47′53″N 87°59′11″W / 39.79806°N 87.98639°W，而該地的平均海拔高度為199米（即653英尺）。

## 人口
根據2010年美國人口普查的數據，紐曼的面積為1.62平方千米，當中陸地面積為1.62平方千米，而水域面積為0.00平方千米。當地共有人口865人，而人口密度為每平方千米533.95人。